# تشارلز سومنر يبرش
تشارلز سومنر يبرش (بالإنجليزية: Charles Sumner Burch)‏ هو لاعب كرة قاعدة وقسيس أمريكي، ولد في 30 يونيو 1855 في بينكني في الولايات المتحدة، وتوفي في 20 ديسمبر 1920 في مانهاتن في الولايات المتحدة.